# Fazlul Karim Selim
Scheich Fazlul Karim Selim (auch: Sheikh Selim; bengalisch শেখ ফজলুল করিম সেলিম; geb. 2. Februar 1949; Tungipara, Gopalganj, East Bengal, Dominion of Pakistan) ist ein bangladeschischer Politiker, der von 1986 bis 2024 acht Amtszeiten lang Abgeordneter des Wahlkreises Gopalganj-2 war. Er ist Präsidiumsmitglied der Awami-Liga. Er diente auch von 1999 bis 2001 als Minister of Health and Family Welfare.

## Leben

### Jugend und Abstammung
Selim ist der Sohn von Scheich Nurul Haque und Scheich Asia Begum, der Schwester von Scheich Mujibur Rahman, dem früheren Premierminister von Bangladesch. Er ist der jüngere Bruder von Scheich Fazlul Haque Mani, des Gründers der Jubo League und Cousin der Premierministerin scheich Hasina Wajed.
Selim stammt mit beiden Eltern aus der Familie Tungipara Sheikh (Sheikh–Wazed). Der Großvater seines Vaters, Qudratullah Sheikh, war der Bruder des Ururgroßvaters seiner Mutter, Ekramullah Sheikh. Sheikh Mujib war sowohl sein Onkel als auch sein Neffe und der Sohn seines Cousins dritten Grades, Sheikh Lutfar Rahman.

### Karriere
Sheikh Selim ist der derzeitige Parlamentsabgeordnete der Awami-Liga für den Wahlkreis Gopalganj-2. Er ist Mitglied des Präsidiums der Awami-Liga. Seit 1980 hat er neun Mal die Parlamentswahlen für Gopalganj-2 gewonnen. Er diente als Minister for Health and Family Welfare im ersten Kabinett von Sheikh Hasina. Er ist Vorsitzender des Parliamentary Standing Committee on Health and Family Welfare Ministry.

### Kontroversen
OAm 23. April 2008 verklagte die Bangladesh Anti Corruption Commission Scheich Selim wegen Korruption auf der Ramna-Polizeistation. Am 16. September 2008 wurde er vom High Court gegen Kaution freigelassen. Im September setzte der High Court das Verfahren gegen Selim aus. Am 24. Oktober 2010 setzte der Supreme Court die Entscheidung des High Court aus und ließ das Verfahren weiterführen.

## Familie
Selims ältester Sohn Scheich Fazle Fahim diente als Präsident der Federation of Bangladesh Chambers of Commerce & Industries und ist mit der Tochter des Geschäftsmannes Musa Bin Shamsher verheiratet. Ein weiterer Sohn, Scheich Nayem ist verheiratet mit der Tochter des Politikers Iqbal Hasan Mahmud Tuku von der Bangladesh National Party (BNP). Einer von Selims Enkeln, Zayan Chowdhary, starb bei dem Terroranschlag in Sri Lanka am Ostersonntag 2019. Der Vater des Kindes, Moshiul Haque Chowdhary wurde verletzt. Die Mutter, Selims Tochter Scheich Amina Sultana Sonia, blieb unverletzt.